# نزاع دريك - لامار

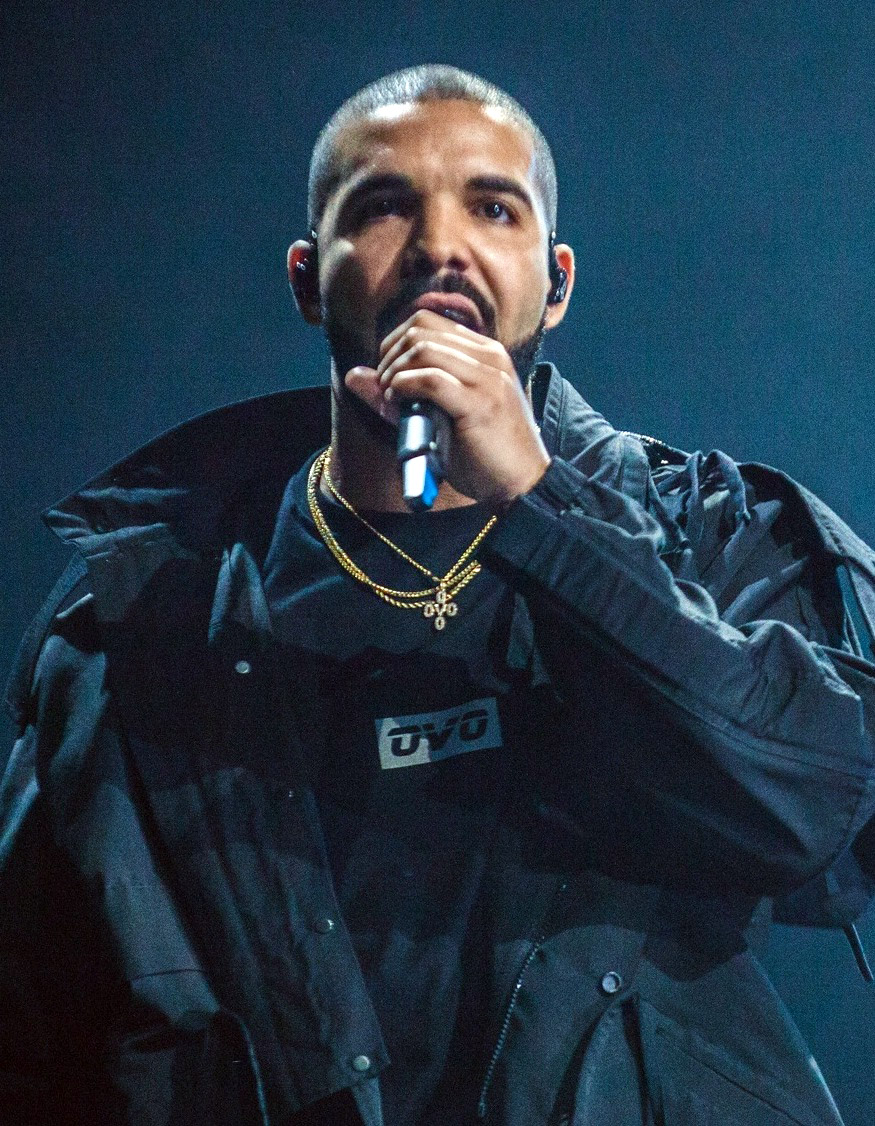
الرَّابر الكندي دريك في 2016

نزاع دريك - كيندريك لامار هو نزاع راب مستمر بين مغني الراب الكندي دريك ومغني الراب الأمريكي كندريك لامار. تصاعد الصراع في مارس 2024 بعد إصدار أغنية "مثل ذلك (بالإنجليزيَّة: Like That " للمغني فيوتشر و المنتج ميترو بومين، والتي تضم أيضا كيندريك لامار.
تعود مسألة التعاون بين دريك ولامار التي بدأت للمرة الأولى في عام 2011، في ألبوم دريك تيك كير، مع تعاون آخر بعد عام في ألبوم لامار غوود كيد، مدينة إم إي إي دي. قام لامار لاحقًا برفض دريك والعديد من مغني الراب الآخرين في أغنية 2013 "كونترول (بالعربيَّة: السيطرة)" بواسطة بيغ شون، قائلاً إنه يريد "قتلهم" في الموسيقى. وأوضح أن شعره كان يهدف إلى أن يُنظر إليه على أنه "منافسة ودية".
في عام 2023، أعلن جيه كول على المسار "أول شخص يُطلق" من ألبوم دريك "فور آل ذات دوغز" وأصبح هو ودريك ولامارمن "الثلاثة الكبار" في موسيقى الهيب هوب. اندلع الصراع من جديد في مارس 2024 عندما اعترض لامار على كول ودريك في أغنية لايك ذات رافضًا وجود فكرة "الثلاثة الكبار". رد كول بعد ذلك على لامار على المسار 7 دقائق حفر، والذي اعتذر عنه كول بعد ذلك وأزاله من خدمات البث.
أصدر دريك بعد ذلك أغنيتي بوش آبس و" تايلور ميد فريستايل" في أبريل، حيث تحتوي الأخيرة على غناء تم إنشاؤه بواسطة الذكاء الاصطناعي لـ توباك وسنوب دوغ. تم حذف أغنية "تايلور ميد فريستايل" لاحقًا من وسائل التواصل الاجتماعي بعد أن أعرب المسؤولين عن ملكية حقوق شاكور عن رفضها للأغنية وهددت دريك باتخاذ إجراءات قانونية. رداً على ذلك، أطلق لامار أغنية "يوفوريا" في 30 أبريل، و"6:16 في لوس أنجلوس" في 3 مايو.
رد دريك عليه بأغنية "<i>مسائل عائلية</i>" في وقت لاحق من ذلك اليوم، متهمًا لامار بأنه اعتدى على المنزل وزعم أن أحد أطفال لامار ولد من قبل ديف فري في إهانة صريحة. بعد عشرين دقيقة، أطلق لامار ميت ذا غراهامس، متهمًا دريك بأنه مفترس جنسي وأنجب طفلًا سريًا. كما أطلق لامار بعد ذلك أغنية <i>ليس مثلنا</i> في المساء التالي وفي 5 مايو، رد دريك بأغنية <i>القلب الجزء 6</i>، نفى اتهامات لامار وادعى أن فريقه أعطى لامار معلومات كاذبة عن الطفل السري.

## ردود الفعل

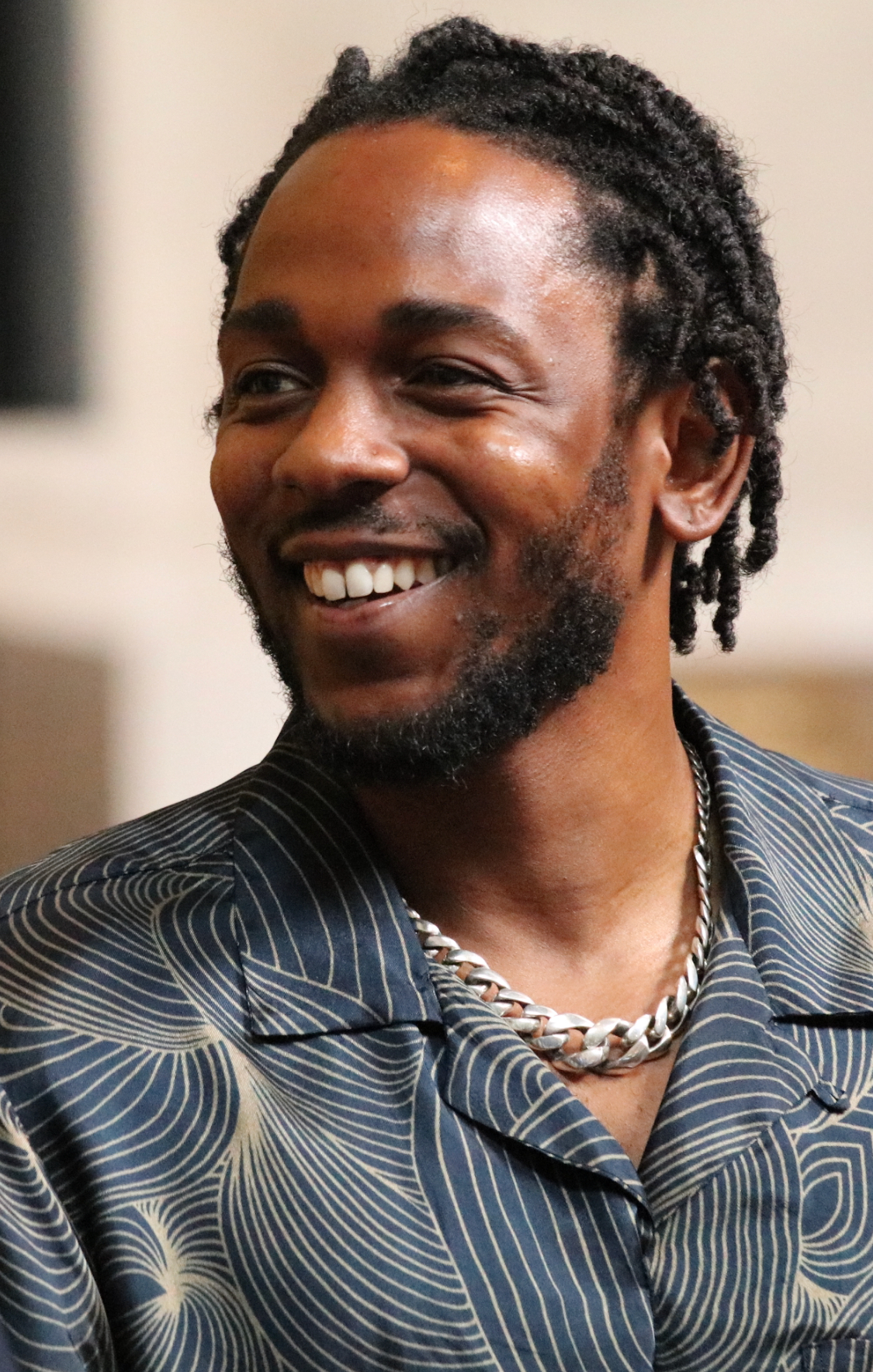
الرَّابر الأمريكي كيندريك لامار في 2018

### ردود أفعال المشاهير
أظهر العديد من المشاهير دعمهم لكيندريك لامار، ومنهم: مترو بومين، فيوتشر، جاي روك، ذا ويكند، آيساب روكي، ريك روس، ميغان ذا ستاليون، وكاني ويست.
في المُقابل، تم دعم دريك من قبل أزيليا بانكس، وجاي إلكترونيكا، ونيكي ميناج، و50 سنت، وذا غيم ، وجويلز سانتانا.
انتقد بوسي بادآس كُلًا من لامار ودريك، وقواعدهم الجماهيرية بسبب الخلاف، مشيرًا إلى أن الخلاف يقوض حياتهم المهنية ومساهماتهم في هذا النوع.
أشار موقع هوت نيو هيب هوب إلى ليلاند واين، المعروف باسم ميترو بومين، باعتباره جزءًا رئيسيًا من الخلاف. حيث أنه في أغنية "شؤون عائلية" لدريك، استهدف الأخير بومين قائلاً إنه - أي دريك - مارس الجنس مع صديقة بومين. في 5 مايو أيضًا، رد واين على ادعاء دريك قائلاً: "ما لن نفعله هو نشر الأكاذيب وجعل أحبائي لا يشاركون أحدًا على الإطلاق [مارس الجنس مع] فتاتي الزنجية"، كما بدأ واين مسابقة حيث سيعطي إيقاعًا مجانيًا و 10000 دولار لمن صنع أفضل مسار ديس ضد دريك على إيقاع يسمى "بي بي إل دريزي". كما نشر صورة دريك ذو الوجه الأسود التي تم استخدامها لغلاف "قصة أديدون".
مصارع WWE الشهير شون مايكلز، والذي تم ذكر حركته النهائية "سويت شين ميوزك" في أغنية "ليس مثلنا"، دعا الطرفين لتسوية نزاعهما في مُباراة مصارعة على علامة الإتحاد NXT.
نصت شركة كومبلكس على أن ميغان ذا ستاليون ربما أشعلت الخلاف بإصدار أغنيتها المنفردة "<i>هيز</i>".  حيث احتوت الأغنية على عدة أسطر يُزعم أنها تخاطب دريك، مثل "هؤلاء الزنوج يكرهون بي بي إل سي ويتجولون بنفس الندوب [...] رجال العصابات التنكرية، ولهجات مزيفة." تشير هذه السطور إلى اتهامات مماثلة وجهها لامار لاحقًا مثل الجراحة التجميلية والاستحواذ الثقافي.

### تحليل
بالنسبة الى موقع ذا رينجر، تم اعتبار الخلاف "آخر ملحمة راب عظيمة"، حيث أكد هولمز أنه "من حيث الحجم والانتشار ورأس المال، فإننا نشهد آخر ملحمة راب بهذا الحجم." اعتبر الخلاف أيضًا نقاشًا حول مستقبل هذا النوع وثقافته، وتحديدًا فيما يتعلق بجاذبيته التجارية وأصالته، وجه مقال في إم إس إن بي سي على أوجه التشابه مع الخلاف بين جاي زي وناس. بينما وصف  بيير من شركة بيتش فورك ميديا الخلاف بأنه "المشهد الأكثر بؤسًا في تاريخ موسيقى الراب"، واصفًا إياه بأنه "حملة تضليل حولت أكبر لحوم البقر في موسيقى الراب على الإطلاق إلى صراع فوضوي ومربك لا يعد في جوهره شيئًا". لكنه قبيح" وذكر أنه "لم يعد يبدو مثل موسيقى الراب بعد الآن، ولكنه ناقوس الموت لعصر بأكمله"، مشيرًا على وجه التحديد إلى شدة الاتهامات الموجهة ضد الأطراف المعنية وكيف تم تلقي الخلاف على وسائل التواصل الاجتماعي في ظل تلك الاتهامات.

#### الحكم
بحلول أوائل شهر مايو، أشارت منافذ موسيقية مختلفة مثل بيتش فورك، وذار رينجر، ورولينغ ستون إلى فوز كيندريك لامار في الحرب الغنائيَّة ضد دريك. ادعى مقال في موقع إنسايدر أن نقاد الموسيقى ومستخدمي وسائل التواصل الاجتماعي اعترفوا بأن لامار هو المنتصر. ومع ذلك، اعترف بيير بأن انتصار لامار كان "باهظ الثمن"، بينما ادعى هولمز أن لامار كان في المقدمة على الرغم من أن النصر بدا أجوفًا.

## روابط خارجية
- ما يجب معرفته عن الخلاف بين دريك وكيندريك لامار بواسطة وكالة أسوشيتد برس، من بي بي إس أخبار الساعة.

1. ↑  Support for Kendrick: {{{2}}}
2. ↑  Support for Drake: {{{2}}}